# جريتشين كوربيت
جريتشين كوربيت (بالإنجليزية: Gretchen Corbett)‏ (13 أغسطس 1947) ممثلة أمريكية بدأت مجالها الفني في عام 1967.

## روابط خارجية
- جريتشين كوربيت على موقع IMDb (الإنجليزية)
- جريتشين كوربيت على موقع قاعدة بيانات برودواي على الإنترنت (الإنجليزية)
- جريتشين كوربيت على موقع إن إن دي بي (الإنجليزية)
- جريتشين كوربيت على موقع قاعدة بيانات الفيلم (الإنجليزية)